# 絲鰺
絲鰺（學名：Alectis ciliaris），又稱短吻絲鰺，俗名為花串、白鬚公，為輻鰭魚綱鱸形目鱸亞目鰺科的其中一個種。

## 分布
本魚分布在印度太平洋及大西洋區，包括紅海、東非、馬達加斯加、模里西斯、斯里蘭卡、印度、馬爾地夫、日本、台灣、中國沿海、菲律賓、印尼、越南、馬來西亞、澳洲、所羅門群島、密克羅尼西亞、斐濟群島、諾魯、馬里亞納群島、夏威夷群島、馬紹爾群島、加勒比海、幾內亞灣等海域。

## 深度
水深15至50公尺。

## 分類及命名
絲鰺是絲鰺屬的其中一種，該屬共有3種，該物種首先由德國博物學家馬庫斯·埃利澤·布洛赫於1787年從印度蘇拉特所採集的標本中將其命名為Zeus ciliaris，並加以描述。隨著魚類的分類學文獻數量增加，一些博物學家將這一物種重新分類。Lacepède是第一位這樣做的，將它命名為Gallus virescens，在1815年確認該種名稱為Gallus virescens，隨後為該物種創造了一個新的屬，另外許多生物學家也為該物種命名，其中Alectis crinitus和Carangoides ajax為同種異名。

## 特徵
本魚幼魚體長在10公分時，體長幾乎等於體高，隨著成長，體長漸漸大於體高。10公分的幼魚，背鰭、臀鰭的前方鰭條顯著地延長，可達體長的4至5倍。體長約大於50公分開始，延長的鰭條才開始變短，幼魚體側約有4至6條暗色斜帶，大於20公分後漸漸消失。第一背鰭隱沒於皮下，第二背鰭有硬棘1枚、軟條18至19枚；臀鰭有硬棘1枚、軟條15至16枚。細小的稜鱗數目在12至19枚左右。體長可達120公分。

## 生態
幼魚游泳能力差，利用背鰭、臀鰭的延長絲，增加在水中的浮力，隨海流而漂，以浮游生物或小魚為食物。偶而被海流沖入沿岸水域。到30至40公分時游泳能力較強，在有豐富食物的水域，便逆流做較長的停留，食物稀少則隨流而去。老成魚很少出現在沿岸水域。

## 經濟利用
老成魚肉硬，中型魚味美價高。清蒸最佳，做菜時，使用些許的豬油放於魚側一同蒸食，可使魚肉更滑潤可口。